# Haapajärvi
Haapajärvi is een gemeente en stad in de Finse provincie Oulu en in de Finse regio Noord-Österbotten. De gemeente heeft een landoppervlakte van 766,42 km² en telt 6.687 inwoners (2022).

## Geboren
- Mika Myllylä (12 september 1969 – 5 juli 2011), langlaufer